# توم كولينز
توم كولينز (بالإنجليزية: Tom Collins)‏ (16 أبريل 1882 في المملكة المتحدة - 1 يناير 1929) هو لاعب كرة قدم بريطاني (وحمل سابقاً جنسية المملكة المتحدة لبريطانيا العظمى وأيرلندا) في مركز الظهير. شارك مع منتخب اسكتلندا لكرة القدم. أما مع النوادي، فقد لعب مع توتنهام هوتسبير وهارت أوف ميدلوثيان ونادي إيست فيف وBathgate F.C. ‏ ورابطة كرة القدم الاسكتلندية الحادية عشر ‏.

## وصلات خارجية
- توم كولينز على موقع قاعدة بيانات كرة القدم.إي يو (الإنجليزية)